# Château Sainte-Roseline
Le château Sainte-Roseline est un domaine viticole situé dans le Var aux Arcs-sur-Argens, non loin de Draguignan et de Trans-en-Provence. Le vignoble est situé sur la commune des Arcs-sur-Argens à proximité de la chapelle Sainte-Roseline.

## Historique
Le sol argilo-calcaire est un terroir utilisé pour la culture de la vigne depuis le XIVe siècle. À ce titre, le site, propriété d'une abbaye, devient un des premiers vignobles de Provence. Cette gratification serait due à l'intervention de l'évêque de Fréjus, futur Jean XXII, Pape en Avignon qui désirait étendre et valoriser la production de vin. Il devient par la suite la propriété des Barons de Rasque de Laval.
Le domaine est reconnu « cru classé » de Provence depuis 1955.
Bernard Teillaud reprend le domaine en 1994 à la famille Rasque de Laval,. C'est un promoteur immobilier de Grenoble proche d'Alain Carignon. L'année de son installation dans la région coïncide avec celle de la "chute" d'Alain Carignon avec qui il faisait affaire. Il fait appel à l'architecte Jean-Michel Wilmotte pour restaurer l'abbaye. Aurélie Bertin-Teillaud lui succède en 2007. Elle est aussi la représentante de la société Roseline Diffusion dont la présidence est effectuée par la GBTI, une société luxembourgeoise(B 163638). Cette délocalisation de la branche vente au Luxembourg est effectuée le 26 février 2013. Cette optimisation fiscale permet de faire baisser l'imposition sur la société à 18 % contre 34,4 % sans le montage fiscal. En 2013, cette dernière avait un chiffre d'affaires de 11,752 M€ pour un résultat net de 587 k€.
Le domaine développe une activité œnologique.